# Marco d'Almeida
Marco Duarte Almeida (Moçambique, 27 de Abril de 1974) é um actor português.

## Carreira
Formado na Escola Profissional de Teatro de Cascais, prosseguiu os estudos dramáticos em Londres e Nova Iorque, como bolseiro da Fundação Gulbenkian. É com Carlos Avillez, no Teatro Experimental de Cascais que se centra marioritariamente a sua actividade teatral.
Participou em várias produções cinematográficas, como O Gotejar da Luz de Fernando Vendrell (2002), Manô de George Felner (2005), Coisa Ruim de Tiago Guedes e Frederico Serra (2006) ou 20,13 Purgatório de Joaquim Leitão (2006). Estréia-se em televisão em 1997, participando num episódio da série Médico de Família, para a SIC. Ultimamente tem-se destacado em produções televisivas para a TVI como Tempo de Viver e mais recentemente Ilha dos Amores e Equador, das quais foi protagonista.
Estreou-se na escrita com um dos filmes da série  Casos da Vida, Polaróides da Minha Avó,  emitido no dia 23 de Março de 2008.
Em 2010 foi viver para Madrid para estudar realização. Participou no filme espanhol Miel de Naranjas, em 2012.
Em 2013, atuou no filme Comboio Noturno Para Lisboa - adaptação do livro de mesmo nome escrito por Pascal Mercier - no papel do jovem João Eça.Televisão  
Televisão
| Ano         | Projeto                 | Papel                          | Notas                 | Canal             |
| ----------- | ----------------------- | ------------------------------ | --------------------- | ----------------- |
| 1997        | Riscos                  | Rui                            | Elenco Adicional      | RTP1              |
| 1998        | Médico de Família       | Zé                             | Ator Convidado        | SIC               |
| 2001        | Cavaleiros de Água Doce | João (adulto)                  | Elenco Principal      | SIC               |
| 2001        | Mais Tarde              | Daniel                         | Elenco Principal      | SIC               |
| 2001        | Sociedade Anónima       | João                           | Elenco Principal      | RTP1              |
| 2001        | O Processo dos Távoras  | José Maria                     | Elenco Principal      | RTP1              |
| 2002        | A Joia de África        | Miguel da Cunha                | Elenco Principal      | TVI               |
| 2003        | Só Por Acaso            | Rodrigo                        | Protagonista          | RTP1              |
| 2004        | Baía das Mulheres       | Tiago Lemos                    | Elenco Principal      | TVI               |
| 2005        | Até Amanhã, Camaradas   | António                        | Elenco Principal      | SIC               |
| 2006        | Quando os Lobos Uivam   | Jaime                          | Elenco Principal      | RTP1              |
| 2006 - 2007 | Tempo de Viver          | Gonçalo Gomes Martins de Mello | Antagonista           | TVI               |
| 2007        | Ilha dos Amores         | Tomé Valente                   | Protagonista          | TVI               |
| 2008        | Casos da Vida           | Marco                          | Elenco Principal      | TVI               |
| 2008 - 2009 | Equador                 | David Jameson                  | Antagonista           | TVI               |
| 2009 - 2010 | Ele É Ela               | Júlio Bordalo                  | Participação Especial | TVI               |
| 2009 - 2010 | Meu Amor                | Bernardo Machado de Castro     | Protagonista          | TVI               |
| 2013        | Portal do Tempo         |                                |                       | TVI               |
| 2013 - 2014 | Belmonte                | Carlos Belmonte                | Antagonista           | TVI               |
| 2015 - 2016 | Santa Bárbara           | Gonçalo Góis                   | Co- Protagonista      | TVI               |
| 2018        | Jogo Duplo              | Ele Próprio                    | Ator Convidado        | TVI               |
| 2018        | Onde Está Elisa?        | Carlos Reis                    | Protagonista          | TVI               |
| 2020        | A Espia                 | Richard Thompson               | Protagonista          | RTP1              |
| 2021        | Na Porta ao Lado: Amor  | Jorge                          | Protagonista (OPTO)   | SIC               |
| 2021        | Crimes Submersos        | Hélder                         | Elenco Principal      | RTP1              |
| 2023 - 2024 | Papel Principal         | Ângelo Tavares                 | Elenco Principal      | SIC               |
| 2025        | Morangos com Açúcar     |                                | Elenco Principal      | TVI / Prime Video |

## Cinema
- Vida Breve em Três Fotografias, realização de Fátima Ribeiro (1999)
- A Menina dos Meus Olhos, realização de Isabel Rosa (2001), curta-metragem
- Cavaleiros de Água Doce, realização de Tiago Guedes (2001)
- Mais Tarde, realização de Fátima Ribeiro (2001)
- A Bomba, realização de Leonel Vieira (2001)
- O Gotejar da Luz, realização de Fernando Vendrell (2002)
- Só por acaso, realização de Rita Nunes (2003)
- Manô, realização de George Felner (2005)
- Coisa Ruim, realização de Tiago Guedes e Frederico Serra (2006)
- 20,13 Purgatório, realização de Joaquim Leitão (2006)
- A Bela e o Paparazzo, realização de António Pedro Vasconcelos (2009)
- Mistérios de Lisboa, realização de Raúl Ruiz (2009)
- Miel de Naranjas, realização de Imanol Uribe (2012)
- Comboio Noturno Para Lisboa, realização de Bille August (2013)
- Índice Médio de Felicidade, realização de Joaquim Leitão (2017)

## Teatro
- Encenador da peça "Caixa de Sombras" (2003)
- Hamlets (2003)
- Urgências (2004)
- Encenador da peça "The Laramie Project" (2005)
- Cabeças no Ar (2005)
- Romeu e Julieta (2005/2006)
- The Pillowman (2006/2007)
- Macbeth (2015)
- Eu sou a Minha Própria Mulher (2022)